# Račišće
Račišće je naselje u Republici Hrvatskoj, u sastavu Grada Korčule, Dubrovačko-neretvanska županija. 
Nalazi se na otoku Korčuli, na njegovoj sjevernoj strani.
Još se naziva i "Luka spasa" jer je pružalo utočište mnogim pomorcima u prošlosti.

## Stanovništvo
Prema popisu stanovništva iz 2001. godine, naselje je imalo 468 stanovnika te 141 obiteljskih kućanstava.
| broj stanovnika | 436   | 491   | 591   | 776   | 834   | 941   | 941   | 928   | 995   | 1057  | 945   | 644   | 511   | 456   | 468   | 432   | 379   |
|                 | 1857. | 1869. | 1880. | 1890. | 1900. | 1910. | 1921. | 1931. | 1948. | 1953. | 1961. | 1971. | 1981. | 1991. | 2001. | 2011. | 2021. |

## Promet
Naselje je cestovno povezano s gradom Korčulom.